# فتح هراة
كان فتح هراة جزءًا من الفتح الإسلامي لفارس بقيادة الأحنف بن قيس.

## خلفية
شن الخليفة عمر بن الخطاب (634-644) هجومًا على الإمبراطورية الفارسية الساسانية عام 642، وبحلول 651 دُمرت الإمبراطورية. ومع ذلك، فقد احتل حلفاء الساسانيين أجزاء من خراسان بمساعدة حلفائهم الهياطلة.
في عام 651، تم تكليف الأحنف بن قيس بمهمة فتح خراسان من قبل عبد الله بن عامر. بدأ عبد الله في السير في 650 من فارس وسلك طريقًا قصيرًا عبر الري، بينما سار الأحنف شمالًا مباشرة إلى مرو الشاهجان، في تركمانستان الحالية. فيما بعد أرسل عبد الله الأحنف لقيادة طليعة الجيش عبر قوهستان. واصل الأحنف التقدم. في البداية وافقت هراة على السلام ودفع الجزية.

## المعركة
في عام 652، أُجبر الأحنف على مهاجمة هراة مرة أخرى بعد أن ثارت مرة أخرى. هزم الأحنف حاكم هراة وعقد معه معاهدة مرة أخرى. ومع ذلك، تمرد حاكم هراة مع آل كارين والعديد من سكان خراسان، لكنهم هُزموا في معركة بادغيس.